# Finale della Coppa CERS 1990-1991
La finale dell'11ª edizione della Coppa CERS fu disputata in gara d'andata e ritorno tra i portoghesi del Benfica e gli spagnoli del Reus Deportiu. Con il punteggio complessivo di 14 a 9 fu il Benfica ad aggiudicarsi per la prima volta nella storia il trofeo.

## Le squadre
| Squadre       | Partecipazioni precedenti (il grassetto indica la vittoria) |
| ------------- | ----------------------------------------------------------- |
| Benfica       | Nessuna                                                     |
| Reus Deportiu | Nessuna                                                     |

## Il cammino verso la finale
Il Benfica si qualificò alla finale con i seguenti risultati:
- Ottavi di finale: eliminato il Coutras (vittoria per 24-2 all'andata e per 24-2 al ritorno);
- Quarti di finale: eliminata l'Oliveirense (vittoria per 10-2 all'andata e sconfitta per 7-0 al ritorno);
- Semifinale: eliminato il Marzotto Valdagno (vittoria per 5-3 all'andata e pareggio per 5-5 al ritorno).

Il Reus Deportiu si qualificò alla finale con i seguenti risultati:
- Ottavi di finale: eliminato il Montreux (vittoria per 19-2 all'andata e per 15-3 al ritorno);
- Quarti di finale: eliminato il Trissino (sconfitta per 4-2 all'andata e vittoria per 5-2 al ritorno);
- Semifinale: eliminata l'Igualada (sconfitta per 5-1 all'andata e vittoria per 5-0 al ritorno).

## Tabellini

### Andata
| Reus 25 maggio 1991 | Reus Deportiu | 6 – 4 | Benfica |  |

### Ritorno
| Lisbona 8 giugno 1991 | Benfica | 10 – 3 | Reus Deportiu |  |